# GLS Treuhand

Logo der GLS Treuhand

Die GLS Treuhand ist ein gemeinnütziger Verein mit Sitz Bochum. Zu ihr gehören verschiedene selbstständige und unselbstständige Stiftungen sowie Themen- und Zukunftsstiftungen, unter anderem in den Bereichen Emanzipative Bildung, Ökologische Landwirtschaft und Erneuerbare Energien. Sie ist Teil der GLS Gruppe, zu der auch die GLS Bank gehört.

## Ziele
Die GLS Treuhand will Menschen ermutigen und befähigen, sich für eine aktive, demokratische und offene Gesellschaft einzusetzen. Dazu vermittelt sie zwischen Menschen, die Geld schenken wollen, und Initiativen, die eine Finanzierung benötigen:
Sie unterstützt Menschen, die durch Stiften, Spenden und Vererben nachhaltig und sozial-ökologisch wirken möchten. Seit über 60 Jahren berät die Stiftungsbetreuung der GLS Treuhand Stifterinnen und Stifter und verwaltet zahlreiche Stiftungen und Stiftungsfonds.
Mit diesem Schenkgeld fördert die GLS Treuhand gemeinnützige Projekte der Zivilgesellschaft. Jährlich werden so 800–1000 Projekte mit rund 16–20 Mio. Euro Fördergeldern ermöglicht. Im Jahresbericht der GLS Treuhand bekommt man neben den aktuellen Zahlen Einblicke in geförderte Projekte und getätigte Investitionen der GLS Treuhand.

## Geschichte
Der Anwalt Wilhelm Ernst Barkhoff gründete 1961 zusammen mit Steuerberaterin Dr. Gisela Reuther die „Gemeinnützige Treuhandstelle e.V.“ (GTS). Aus ihr entwickelt sich der heutige GLS Treuhand e. V.

„Die Angst vor einer Zukunft, die wir fürchten, können wir nur überwinden durch Bilder einer Zukunft, die wir wollen.“

Aus den Reihen der GLS Treuhand erfolgte im Jahr 1974 auch der Impuls zur Gründung der GLS Bank. „GLS“ bedeutet „Gemeinschaft(sbank) für Leihen & Schenken“ und „Treuhand“ steht für das treuhänderische Verwalten von Schenkgeld.

## Organisation
Der GLS Treuhand e.V. hat etwa 300 Mitglieder und arbeitet mit rund 200 Stifterinnen und Stiftern zusammen.

### Schenken, Stiften und Vererben
Insgesamt berät, betreut oder verwaltet die GLS Treuhand 19 Stiftungen:
- 5 Zukunfts- und Themenstiftungen
- 10 weitere Treuhandstiftungen
- 3 selbstständige Stiftungen
- Die „Dachstiftung für individuelles Schenken“ mit rund 170 Stiftungsfonds

Neben dem Thema Stiftungsgründung begleitet und berät die GLS Treuhand auch seit vielen Jahren interessierte Menschen bei der Gestaltung ihrer Testamente.

### Fördern
Die GLS Treuhand fördert gemeinnützige Initiativen, die ihren Grundwerten entsprechen. Ein wesentliches Förderkriterium ist der Beitrag zur Gestaltung der Gesellschaft, den ein Projekt leistet.

#### Förderbereiche sind u.a.
- Klimaschutz
- Ökologische Landwirtschaft
- Bildung
- Zivilgesellschaftliches Engagement
- Demokratie und Menschenrechte
- Gesundheit und Ernährung
- Soziales
- Gleichstellung
- Kultur
- Spiritualität
- Internationale Entwicklungsarbeit

### Sozial-ökologische Vermögensanlage
Als gemeinnütziger Verein investiert die GLS Treuhand in wirkungsvolle sozial-ökologische Vermögensanlagen aus zahlreichen Bereichen: in Wohnungsbaugenossenschaften, Trägervereine freier Schulen, mittelständische nachhaltige Unternehmen insbesondere der Erneuerbaren Energie- und Ernährungswirtschaft u. v. m.
Das eigene und das der GLS Treuhand anvertraute Vermögen von Stifter*innen wird in der „GLS TREUGEA“ (TREUhänderisch GEmeinschaftlich Anlegen) gebündelt und gemeinschaftlich sozial-ökologisch angelegt. Neben dem Verein GLS Treuhand und den Stiftungsfonds in der Dachstiftung für individuelles Schenken beteiligen sich weitere zwölf Treuhandstiftungen.
Mit GLS TREUGEA wird die Wirkung des Stiftungsvermögens über die Förderungen hinaus erhöht. Denn schon in der Vermögensanlage wirkt das Kapital im Sinne der Stiftungszwecke.

#### Gütesiegel für nachhaltige Kapitalanlage
Die Kapitalanlage TREUGEA hat 2024 das Siegel „Stiftungszweckkonforme Kapitalanlage“ erhalten:
Das Gütesiegel des Iinstituts für nachhaltige Kapitalanlagen (NKI Institut) bestätigt, dass die Anlagestrategie der GLS Treuhand mit ihrem gemeinnützigen Vereinszweck übereinstimmt – sie also eine ökologisch tragfähige und sozial gerechte Entwicklung mit der Vermögensanlage finanzieren. Das schafft sie durch strenge Anlagerichtlinien – die neben positiven, nachhaltigkeitsstärkenden, auch umfangreiche Negativkriterien enthalten: Unternehmen, deren Produkte und Leistungen starke negative Auswirkungen auf Umwelt und Gesellschaft haben, schließt sie aus.
Das NKI ist ein wirtschaftlich und rechtlich unabhängiges Beratungs- und Forschungsinstitut für nachhaltige Kapitalanlagen. Zur Vergabe des Siegels „Stiftungszweckkonforme Kapitalanlage“ hat das NKI Institut Satzung, Anlagerichtlinien und Entscheidungsprozesse der GLS Treuhand eingehend geprüft.